# Novi Banovci
Novi Banovci su naselje u Srijemu u Vojvodini nadomak Beograda. Prema popisu iz 2002. godine u Novim Banovcima živi 9.358 stanovnika.

## Naziv
Gašpar Vinjalić je dao moguće objašnjenje naziva raznih mjesta s imenom Banovci: "Izvor dobi ime Banovača, jer su Hrvati upravitelje utvrda zvali banovima, a da bi ih razlikovali od bana pokrajine upotrebljavali su umanjenicu "banovci"." Banovac je bio i novac u Slavoniji i Erdelju.

## Povijest
U središtu Novih Banovaca nalazi se starorimsko naselje Burgena.

## Kultura
- pravoslavna crkva svetog Vasilija Ostroškog
- katolička crkva

## Stanovništvo
Danas u Novim Banovcima živi 9796 stanovnika, prema popisu 2002.
Narodnosni sastav je bio:
- Srbi 8116 (86,72%)
- Hrvati 331 (3,53%)
- Jugoslaveni 176 (1,88%)
- ostali

Nekada su Nijemci u Novim Banovcima bili najbrojnijom zajednicom. Neposredno prije Drugog svjetskog rata su činili skoro polovicu stanovništva, a Hrvati su bili druga zajednica po brojnosti. Nakon što su mjesni Nijemci krajem rata otišli ili protjerani, Hrvati su bili najbrojnijom zajednicom u selu sve do 1950. godine, kada su nove vlasti kolonizirali Srbe iz Hrvatske (s područja Dalmacije), BiH te s područja Srbije.
Novi Banovci su se počeli naglo razvijati početkom 1980., kad je pored Novih Banovaca se počelo graditi novo stambeno naselje Banovci-Dunav, kraćim nazivom Kablar. Novi stanovnici su se počeli useljavati u to naselje 1985. godine. Stanovništvo se u većem broju priljevalo u ovo naselje, što je rezultiralo brzim širenjem.

### Hrvati u Novim Banovcima
Novi Banovci danas (po stanju od 15. prosinca 2002.) daju 1 elektora u Hrvatsko nacionalno vijeće Republike Srbije.

## Šport
- FK Omladinac Novi Banovci, nogometni klub

## Galerija
- Natpis o godini gradnje katoličke crkve
- Križ kod katoličke crkve
- Križ na početku Grobljanske ulice
- Križ na groblju
- Natpis ispod križa na groblju
- Križ u Vojvođanskoj ulici
- Natpis ispod križa u Vojvođanskoj ulici
- U centru sela je najstarija sačuvana zgrada u mjestu. Izgrađena je 1730. godine i u 18. stoljeću je bila poštanska stanica, a bila je i prenoćište za putnike (vojnike i trgovce na putu u Beč i Carigrad). Zvala se Janeskina kavana (Mezulhana). Danas je tu riblji restoran Priča
- Spomenik žrtvama fašizma
- Spomen ploče kod spomenika žrtvama fašizma u Novim Banovcima
- Dom kulture
- Pravoslavna crkva svetog Vasilija Ostroškog u Novim Banovcima
- Unutrašnjost pravoslavne crkve u Novim Banovcima
- Osnovna škola u Novim Banovcima (Ranije Ljudevita Gaja, danas Nikole Tesle)

## Vanjske poveznice
- Novi Banovci - galerija[neaktivna poveznica]
- Katolicka crkva - Novi Banovci, banovci.rs[neaktivna poveznica]